# Vlaamse Radio- en Televisieomroeporganisatie
Vlaamse Radio- en Televisieomroeporganisatie (VRT; deutsch „Flämische Hör- und Fernsehfunkorganisation“) ist eine öffentlich-rechtliche, größtenteils durch Steuern finanzierte Rundfunkanstalt der Flämischen Gemeinschaft in Belgien. Hervorgegangen aus der 1930 gegründeten nationalen Rundfunkanstalt INR/NIR nannte sich der neugegründete Sender Belgische Radio- en Televisieomroep (BRT; ab 1991 mit einem zusätzlichen N für Nederlandstalige uitzendingen); seit 1998 VRT, was zunächst für „Vlaamse Radio- en Televisieomroep“ stand, und seit 2009 für „Vlaamse Radio- en Televisieomroeporganisatie“. Der Sender produziert Hörfunk- und Fernsehprogramme in niederländischer Sprache für Belgien.

## Geschichte
Bereits 1908 experimentierte der Ingenieur Robert Goldschmidt in Brüssel mit Funkwellen. 1913 kam es im königlichen Garten in Laeken/Laken zu ersten Übertragungen von Sprache und Musik über Langwelle; am 28. März 1914 wurde für die königliche Familie ein Konzert gesendet. Mit Beginn des Ersten Weltkriegs ließ König Albert die Anlage jedoch zerstören, um sie nicht in deutsche Hände gelangen zu lassen.
Die Anfänge des niederländischsprachigen Rundfunks in Belgien gehen auf den 1926/27 auf einer Antwerpener Kirche eingerichteten Sender Radio Antwerpen zurück, bekannt als Radio Kerkske („Radio Kirchlein“), 1935 verlegt nach Edegem. Der flämische Anbieter N.V. Radio („Radio-AG“) nahm den Betrieb 1928 auf und wurde mit Wirkung vom 1. Februar 1931 mit dem seit 1922/24 bestehenden französischsprachigen Radio Belgique zum Nationaal Instituut voor de Radio-omroep (NIR)/Institut national de radiodiffusion (INR) zusammengelegt, dessen neue Mittelwellensender sich in Veltem befinden.
1934 begannen die Kurzwellensendungen aus Ruiselede für Belgisch-Kongo. Daneben gab es in Belgien vor dem Zweiten Weltkrieg 16 Lokalsender, von denen vier auf Niederländisch sendeten (gelb in der nebenstehenden Karte markiert).
Von 1940 bis 1944 wurde der belgische Rundfunk vom nationalsozialistischen Deutschland kontrolliert (Zender Brussel/Radio Bruxelles), während die belgische Exilregierung Sender der BBC (Radio België/Radio Belgique) und in Léopoldville nutzte (1942 Belgische Nationale Radio Omroep/Radio nationale belge).
Nach dem Zweiten Weltkrieg wurde 1952 der Sender Wavre-Overijse in Betrieb genommen, 1953 der Fernsehdienst. 1960 ging die NIR/INR in die Belgische Radio- en Televisieomroep (BRT)/Radiodiffusion-Télévision belge (RTB) über, und 1977 erfolgte die Aufteilung in BRT(N), RTBF und BRF.
Von den 1970er- bis 1990er-Jahren gab es terrestrisch auch in Deutschland belgisches Fernsehen für die belgischen Streitkräfte.
Ende 2011 wurde der Auslandsdienst Radio Vlaanderen Internationaal (RVi) eingestellt.

## Fernseh- und Hörfunkprogramme

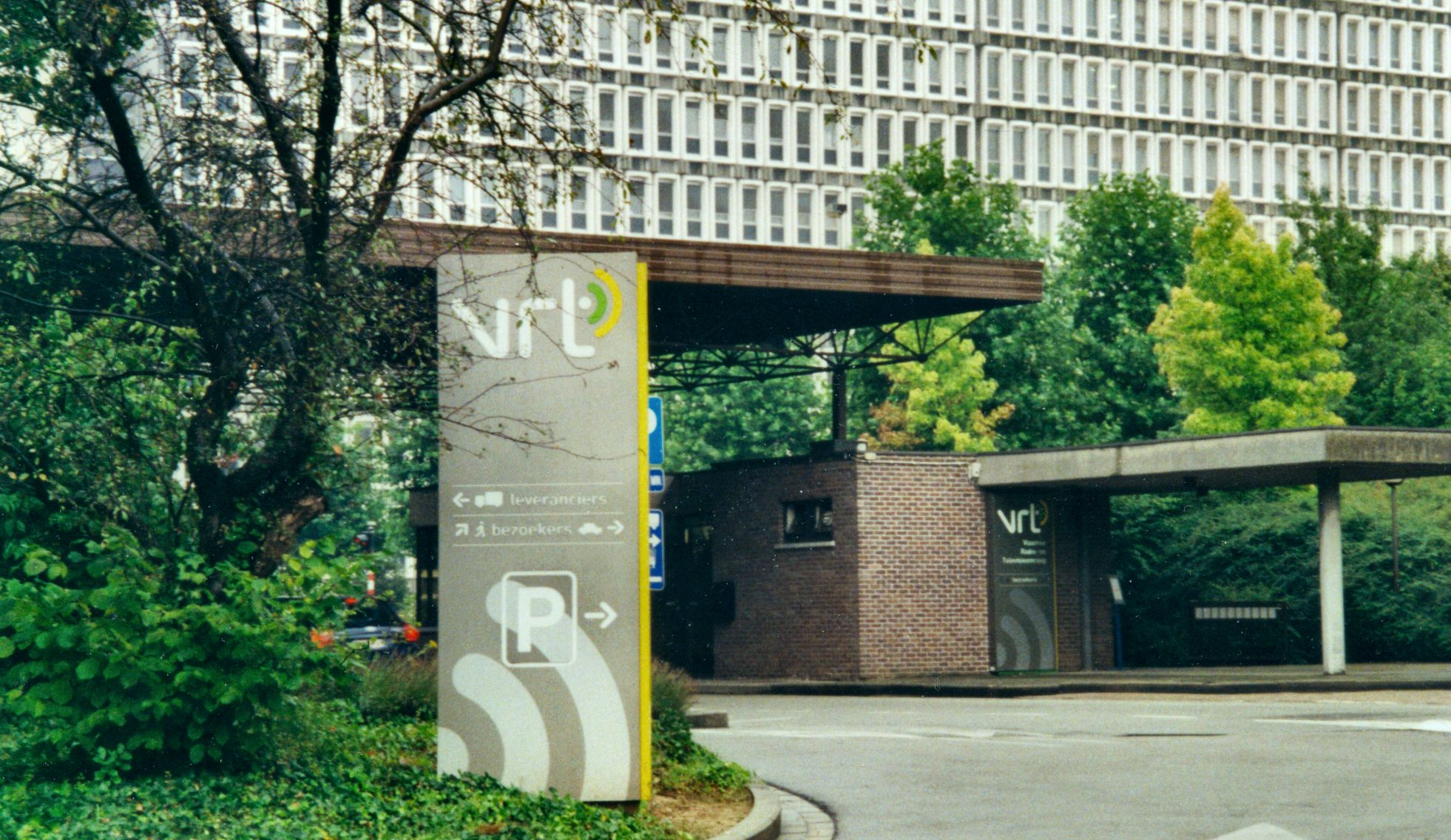
Hauptgebäude der VRT

### Fernsehen

#### Analog und digital (DVB-T)
- VRT 1 (vorher Éen und VRT TV1)
- Canvas (vorher BRTN TV, teilte sich von 1997 bis 2006 den Sendeplatz mit Ketnet)
- Ketnet (Kinderprogramm)
- OP12 (war ein Programm für junge Zuschauer ab 20 Uhr auf dem Sendeplatz von Ketnet, wurde aufgrund von Sparmaßnahmen eingestellt)
- SPORZA (wurde 2004 als zusätzliche Sportsender für die Olympischen Spiele eingerichtet, SPORZA ist jetzt der Markenname aller Sportsendungen)

#### Digitale Extra-Angebote
- Eén+ (digitales Extra-Angebot von Eén)
- Canvas+ (digitales Extra- von Canvas)
- Net Gemist, (kostenpflichtiges Angebot um Programm innerhalb von 7 Tage nach Ausstrahlung erneut zu sehen)
- Ooit Gemist, (kostenpflichtiges Angebot um alte Serien und Programme anzusehen).
- VRT Nu (Streamingangebot der VRT, zum Nachschauen der Sendungen online)

### Hörfunk

#### Analog und digital (UKW und DAB)
- Radio 1 (Aktuelles)
- Radio 2 (sendet zweimal werktäglich aus den Regionen: Vlaams-Brabant & Brussel, Limburg, Antwerpen, Oost-Vlaanderen, West-Vlaanderen)
- Klara (klassische Musik und Jazz; 1961–2000 Radio 3)
- Studio Brüssel (aktuelle und alternative Musik)
- MNM (Popmusik; 1992–2009 Radio Donna)

#### Digitale Hörfunksender auf DAB und online
- klara continuo
- nieuws+
- MNM Hits

#### Hörfunkprogramme, die nur online verbreitet werden
- Ketnet Hits

### Internetportal
Über die Plattform vrt NWS bietet VRT multimediale Inhalte in allen drei Landessprachen Belgiens an. Am umfangreichsten ist das Angebot in flämischer Sprache, aber auch auf Deutsch und Französisch werden tagesaktuelle Nachrichten, Kultur und Reportagen verbreitet.

### Ehemalige Hörfunk- und Fernsehprogramme

#### Fernsehen
- 2021: BVN, wird seither alleine von NPO veranstaltet.
- 2014: OP12
- 2012: ketnet+
- 1997: TV2

#### Hörfunk
- Radio1 Classics (nur online)
- Radio 2 De Topcollectie XL (nur online)
- Klara Jazz (nur online)
- Studio Brussel Rock It! (nur online)
- Radio donna (durch MNM ersetzt)
- Donna hitbis (durch MNM Hits ersetzt)
- Nachtradio

Der internationale Auslandsdienst von VRT Radio Vlaanderen Internationaal wurde 2009 aufgelöst. Dieser strahlte bis Oktober 2009 ein niederländisches Programm für Hörer im Ausland auf Kurzwelle aus. Bis zum 31. Dezember 2011 wurde auf Mittelwelle 927 kHz das Inlandsprogramm Radio 1 übernommen.
Die Pendants der VRT sind in der französischen Gemeinschaft Belgiens die RTBF sowie in der deutschsprachigen Gemeinschaft der BRF.